# Đo giao thoa

Hình 1. Đường đi của các chùm tia sáng qua giao thoa kế Michelson. Hai chùm tia sáng xuất phát từ cùng một nguồn sáng, đi theo hai đường khác nhau, rồi gặp nhau tại bề mặt một gương bán mạ trước khi đi vào máy thu. Chúng có thể giao thoa cộng hưởng (làm tăng cường độ sáng) nếu chúng cùng pha khi gặp nhau, hoặc giao thoa triệt tiêu (làm cường độ sáng yếu đi) nếu chúng ngược pha khi gặp nhau, tùy thuộc vào khoảng cách giữa các gương.

Giao thoa kế là dụng cụ cho phép thực hiện các thực nghiệm vật lý trong đó sóng, thường là sóng điện từ, được chồng chập để tạo nên hiện tượng giao thoa, từ đó thu được thông tin về sóng và các hệ thống vật lý liên quan. Các kỹ thuật sử dụng giao thoa kế, hay đo giao thoa, là những phương pháp thực nghiệm quan trọng trong thiên văn học, cáp quang, khoa đo lường, hải dương học, địa chấn học, phổ học (và ứng dụng của nó trong hóa học), cơ học lượng tử, vật lý hạt nhân và vật lý hạt, vật lý plasma, viễn thám, tương tác sinh học phân tử, vi lưu, quang trắc, và nhiều lĩnh vực khác.:1–2
Các giao thoa kế được sử dụng rộng rãi trong khoa học và trong công nghiệp để đo những sự dịch chuyển nhỏ, đo thay đổi về chiết suất và xác định các bất thường trên bề mặt. Trong một giao thoa kế, ánh sáng được phát ra từ một nguồn, sau đó được tách thành hai chùm tia đi theo hai quang trình khác nhau, rồi cuối cùng được gặp nhau để tạo nên vân giao thoa. Vân giao thoa cho thông tin về sự khác biệt trong độ dài quang trình. Trong khoa học, các giao thoa kế được dùng để đo độ dài và hình dạng của các thiết bị quang học đến độ chính xác cỡ nanomét; chúng thuộc vào loại dụng cụ đo chiều dài có độ chính xác cao nhất. Trong phổ học biến đổi Fourier, chúng được dùng để phân tích ánh sáng chứa các đặc trưng hấp thụ hay phát xạ liên quan đến một hóa chất hoặc hỗn hợp các chất.  Trong thiên văn học, giao thoa kế thiên văn gồm hai hoặc nhiều kính viễn vọng cung cấp tín hiệu có thể được chồng chập lại, để tạo ra hình ảnh có độ phân giải tương đương với kính viễn vọng có đường kính bằng kích thước của giao thoa kế.

## Nguyên lý

Hình 2. Vân giao thoa hình thành trong giao thoa kế Michelson

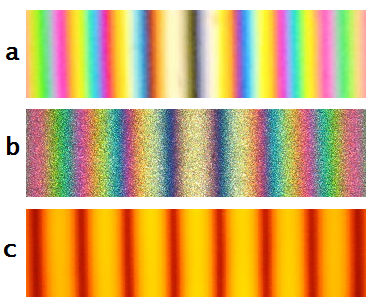
Hình 3. Vân màu và vân đơn sắc trong một giao thoa kế Michelson: (a) Vân của ánh sáng trắng khi hai chùm tia khác nhau về số lần đảo pha; (b) Vân của ánh sáng trắng khi hai chùm tia giống nhau về số lần đảo pha; (c) Vân của ánh sáng đơn sắc (vạch D của ánh sáng phát xạ bởi nguyên tố natri)

Nguyên lý của đo giao thoa chính là nguyên lý chồng chập, áp dụng khi các sóng gặp nhau và tạo ra các sóng chồng chập chứa đặc trưng phản ánh trạng thái trước đó của các sóng. Khi hai sóng cùng tần số chồng chập nhau, cường độ của sóng phụ thuộc vào sự khác biệt về pha giữa chúng: các sóng cùng pha sẽ cộng hưởng làm tăng cường độ, còn các sóng ngược pha sẽ triệt tiêu làm giảm cường độ. Khi sự khác biệt về pha không hoàn toàn cùng pha hoặc ngược pha, cường độ sóng sẽ ở mức trung gian. Cường độ sóng do đó được đo để xác định sự khác biệt về pha giữa các sóng. Đa số giao thoa kế dùng ánh sáng hoặc các dạng sóng điện từ khác.:3–12
Trong bố trí phổ biến của các giao thoa kế (như loại giao thoa kế Michelson ở Hình 1) một chùm tia sáng đồng pha được tách làm đôi thành hai chùm có nhiều tính chất giống nhau, bởi một bộ tách chùm tia (ví dụ như gương bán mạ). Mỗi chùm tia sau đó đi theo những đường khác nhau, rồi sau đó gặp nhau ở một máy đo cường độ sóng. Sự khác biệt về quãng đường đã đi qua của hai chùm tia tạo ra sự khác biệt về pha giữa chúng. Chính sự khác biệt về pha này tạo ra những vân giao thoa giữa hai sóng mà ban đầu là giống nhau.:14–17 Sự khác biệt về pha của hai chùm tia, ban đầu giống nhau, thể hiện những tác động trên từng đường truyền sóng làm pha thay đổi. Đó có thể là sự thay đổi trong quang trình hoặc sự thay đổi trong chiết suất trên từng đường truyền.:93–103 Ví dụ, trong môi trường truyền sóng đồng nhất, nếu chênh lệch quãng đường giữa hai chùm tia đơn sắc bằng một số nguyên lần bước sóng, tại điểm gặp nhau, hai chùm tia sẽ cùng pha và giao thoa cộng hưởng sẽ xảy ra; còn nếu tại điểm gặp nhau, chênh lệch quãng đường giữa hai chùm tia bằng một số nguyên cộng với nửa nguyên lần bước sóng, hai chùm tia sẽ ngược pha và giao thoa triệt tiêu sẽ xảy ra.
Trong giao thoa kế Michelson dùng ánh sáng đơn sắc, như được minh họa trên Hình 2a và 2b, người quan sát hoặc máy thu có phương quan sát trực tiếp đến gương M1 nằm đằng sau bộ tách chùm tia, và nhìn thấy ảnh phản xạ M'2 của gương M2. Vân giao thoa có thể coi là chồng chập của ánh sáng đến từ hai ảnh ảo S'1 và S'2 của nguồn điểm S (lần lượt tạo bởi gương M1 và ảnh M'2). Đặc điểm của vân giao thoa phụ thuộc vào đặc tính của nguồn sáng, vào tư thế chính xác của các gương và bộ tách chùm tia. Trên Hình 2a, các thành phần quang học này được bố trí để S'1 và S'2 nằm trên cùng một trục quan sát của người quan sát, và vân giao thoa là các vòng tròn đồng tâm, có tâm là trục vuông góc với gương M1 và ảnh M'2. Nếu, như ở Hình 2b, M1 và M'2 bị xoay nghiêng đi so với nhay, thay vì song song với nhau, các vân giao thoa thường có hình là các đường conic (các đường cắt hình nón, ví dụ các đường hyperbol), nhưng nếu M1 và M'2 cắt nhau ở trục quan sát, các vân ở gần trục quan sát là các đường thẳng song song và cách đều nhau. Nếu S là một nguồn sáng lớn, chứ không phải là một nguồn điểm như được minh họa trên các hình, các vân giao thoa trên Hình 2a cần được quan sát bởi một kính viễn vọng, quan sát hình ảnh ở khoảng cách xa vô cực, còn các vân giao thoa trên Hình 2b sẽ nằm ở trên bề mặt M1 và M'2.:17
Việc dùng ánh sáng trắng sẽ tạo ra các vân giao thoa có màu sắc (như thể hiện ở Hình 3).:26 Vân ở trung tâm, nơi hai chùm tia có cùng quang trình gặp nhau, có thể sáng màu hoặc tối màu, tùy thuộc vào số lần bị đảo pha (pha thay đổi 180 độ) trên đường truyền.:26,171–172 Sóng khi truyền từ môi trường có chiết suất thấp, mỗi khi bị phản xạ ở mặt tiếp giáp với môi trường có chiết suất cao hơn, đều bị đảo pha phản xạ - nghĩa là mỗi lần phản xạ trên gương thì chùm tia sáng lại đảo pha một lần.